# Gérard Jugnot
Gérard Jugnot (Parigi, 4 maggio 1951) è un attore e regista francese.

## Biografia
Nasce da padre imprenditore edile, André Jugnot (1921-2005), e madre casalinga, Odette Guiblain (1922-2015).
È sposato con la costumista Cécile Magnan, con la quale ha avuto un figlio, l'attore Arthur Jugnot.
Ai tempi del liceo, con Christian Clavier, Thierry Lhermitte e Michel Blanc forma il gruppo comico Splendid, che ha un discreto successo nei suoi sette anni di attività. Nel frattempo, fa le prime apparizioni come attore cinematografico in I santissimi (1974) di Bertrand Blier, Il giudice e l'assassino (1974) di Bertrand Tavernier e L'inquilino del terzo piano (1976) di Roman Polański.
Nel 1987, per il ruolo di Rivetot nel film Tandem di Patrice Leconte (uscito in Italia solo nel 2003), taglia i suoi caratteristici baffi e ridimensiona notevolmente il tenore comico delle sue interpretazioni. Nel film, quasi sconosciuto al grande pubblico ma molto apprezzato dalla critica, Jugnot è l'assistente di un anziano presentatore radiofonico, magistralmente interpretato da Jean Rochefort.
Nel 2004 recita in Les choristes - I ragazzi del coro, diretto da Christophe Barratier, film che ottiene le nomination per il Premio Oscar come miglior film straniero e come miglior canzone originale. Nel 2009 prende parte al film italiano La siciliana ribelle, impersonando un magistrato ispirato al giudice Paolo Borsellino.
Ha diretto undici film, a partire dal 1984, in cui compare spesso come protagonista. Il suo primo lungometraggio è stato la commedia Pinot simple flic; Boudu (2005), è un remake di Boudu salvato dalle acque di Jean Renoir del 1932.

## Filmografia parziale

### Attore
- L'an 01, regia di Jacques Doillon, Alain Resnais (1973)
- L'idolo della città (Salut l'artiste), regia di Yves Robert (1973)
- I santissimi (Les Valseuses), regia di Bertrand Blier (1974)
- La polizia indaga: siamo tutti sospettati (Les Suspects), regia di Michel Wyn (1974)
- Bonne présentation exigée, regia di Charles Nemes (1974)
- Non è perché non si ha nulla da dire che si deve star zitti (C'est pas parce qu'on n'a rien à dire qu'il faut fermer sa gueule !), regia di Jacques Besnard (1975)
- Che la festa cominci... (Que la fête commence), regia di Bertrand Tavernier (1975)
- Calmos, regia di Bertrand Blier (1976)
- Oublie-moi, Mandoline, regia di Michel Wyn (1976)
- Mr. Klein, regia di Joseph Losey (1976)
- Dracula padre e figlio (Dracula père et fils), regia di Édouard Molinaro (1976)
- L'inquilino del terzo piano (Le Locataire), regia di Roman Polański (1976)
- Il giudice e l'assassino (Le Juge et l'Assassin), regia di Bertrand Tavernier (1976)
- Infedelmente tua (On aura tout vu), regia di Georges Lautner (1976)
- Professione... giocattolo (Le Jouet), regia di Francis Veber (1976)
- Le chasseur de chez Maxim's, regia di Claude Vital (1976)
- Casanova & Company (Casanova & Co.), regia di Franz Antel (1977)
- Herbie al rally di Montecarlo (Herbie Goes to Monte Carlo) regia di Vincent McEveety (1977)
- I miei vicini sono simpatici (Des enfants gâtés), regia di Bertrand Tavernier (1977)
- Vous n'aurez pas l'Alsace et la Lorraine, regia di Coluche (1977)
- La 7ème compagnie au clair de lune, regia di Robert Lamoureux (1977)
- Les petits câlins, regia di Jean-Marie Poiré (1978)
- Pauline et l'ordinateur, regia di Francis Fehr (1978)
- Si vous n'aimez pas ça, n'en dégoûtez pas les autres, regia di Raymond Lewin (1978)
- Les héros n'ont pas froid aux oreilles, regia di Charles Nemes (1978)
- Les bronzés, regia di Patrice Leconte (1978)
- Un si joli village..., regia di Étienne Périer (1979)
- Le coup de sirocco, regia di Alexandre Arcady (1979)
- Les bronzés font du ski, regia di Patrice Leconte (1979)
- Retour en force, regia di Jean-Marie Poiré (1980)
- L'ombrello bulgaro (Le coup du parapluie), regia di Gérard Oury (1980)
- Cinque matti contro Dracula (Les Charlots contre Dracula), regia di Jean-Pierre Desagnat (1980)
- Pourquoi pas nous ?, regia di Michel Berny (1981)
- Pour 100 briques t'as plus rien, regia di Édouard Molinaro (1982)
- Pinot agente semplice (Pinot simple flic), regia di Gérard Jugnot (1984)
- Tandem, regia di Patrice Leconte (1987)
- Sans peur et sans reproche, regia di Gérard Jugnot (1988)
- Le mille e una notte (Les 1001 nuits), regia di Philippe de Broca (1990)
- Viaggio a Roma (Voyage à Rome), regia di Michel Lengliney (1992)
- Il sosia (Grosse Fatigue), regia di Michel Blanc (1994)
- Monsieur Batignole, regia di Gérard Jugnot (2002)
- Les choristes - I ragazzi del coro (Les Choristes), regia di Christophe Barratier (2004)
- Les bronzés 3: amis pour la vie, regia di Patrice Leconte (2006)
- Alì Babà e i 40 ladroni (Alì Babà et les 40 voleurs) – serie TV (2007)
- Paris 36 (Faubourg 36), regia di Christophe Barratier (2008)
- Musée haut, musée bas, regia di Jean-Michel Ribes (2008)
- La siciliana ribelle, regia di Marco Amenta (2009)
- Il piccolo Nicolas e i suoi genitori (Le Petit Nicolas), regia di Laurent Tirard (2009)
- Beur sur la ville, regia di Djamel Bensalah (2011)
- La guerra dei bottoni (La nouvelle guerre des boutons), regia di Christophe Barratier (2011)
- Asterix & Obelix al servizio di Sua Maestà (Astérix et Obélix au service de sa majesté), regia di Laurent Tirard (2012)
- Merlin - miniserie TV,  2 episodi (2012)
- Super Benny: Operazione taxi rossi, regia di Manuel Pradal (2014)
- Babysitting, regia di Nicolas Benamou e Philippe Lacheau (2014)
- L'incredibile viaggio del fachiro (The Extraordinary Journey of the Fakir), regia di Ken Scott (2018)
- Al lupo al lupo falso allarme! (Quand on crie au loup), regia di Marilou Berry (2019)
- I viziati (Pourris gâtés), regia di Nicolas Cuche (2021)
- Le Petit Piaf, regia di Gérard Jugnot (2021)
- 2 matrimoni alla volta (Alibi.com 2), regia di Philippe Lacheau (2023)

### Regista
- Pinot agente semplice (Pinot simple flic) (1984)
- Scout toujours... (1985)
- Sans peur et sans reproche (1988)
- Boudu (2005)
- Le Petit Piaf (2021)

## Doppiatori italiani
Nelle versioni in italiano delle opere in cui ha recitato, Gérard Jugnot è stato doppiato da:
- Carlo Valli in Monsieur Batignole, Triplice inganno, Super Benny: Operazione taxi rossi, Al lupo al lupo falso allarme!
- Mino Caprio in Viaggio a Roma, Les choristes - I ragazzi del coro, Merlin
- Bruno Alessandro in L'incredibile viaggio del fachiro, I viziati
- Piero Tiberi in Herbie al rally di Montecarlo
- Giorgio Piazza in Cinque matti contro Dracula
- Leo Gullotta in Alì Babà e i 40 ladroni
- Elio Zamuto in La guerra dei bottoni
- Claudio Fattoretto in Asterix & Obelix al servizio di Sua Maestà
- Enzo Avolio in Babysitting
- Elio Marconato in Le Petit Piaf
- Antonio Sanna in 2 matrimoni alla volta